# اتو باخه
اتو باخه (۲۱ اوت ۱۸۳۹ – ۲۸ ژوئیه ۱۹۲۷) نقاش واقع‌گرای دانمارکی بود. بسیاری از آثارش طی ده‌ها سال عمر حرفه‌ای او خلق شدند و جلوه‌گر حوادث واقعی در تاریخ دانمارک هستند. باخه در یازده سالگی از سوی آکادمی سلطنتی هنرهای زیبای دانمارک پذیرفته شد و زیر نظر ویلهلم مارستراند و دیگران استادان به تحصیل پرداخت.

## نگارخانه

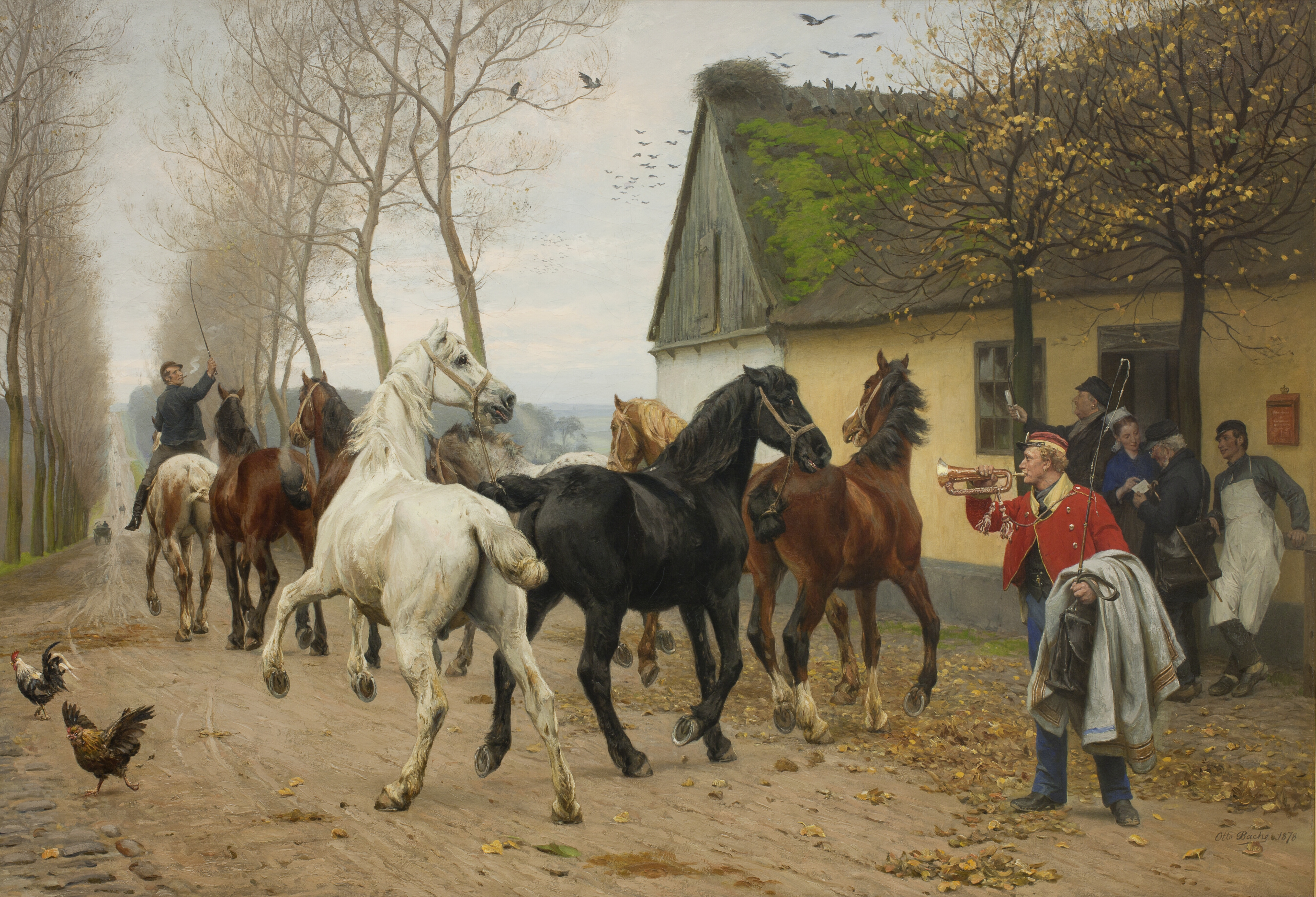
دسته‌ای از اسب‌ها بیرون یک مهمان‌خانه
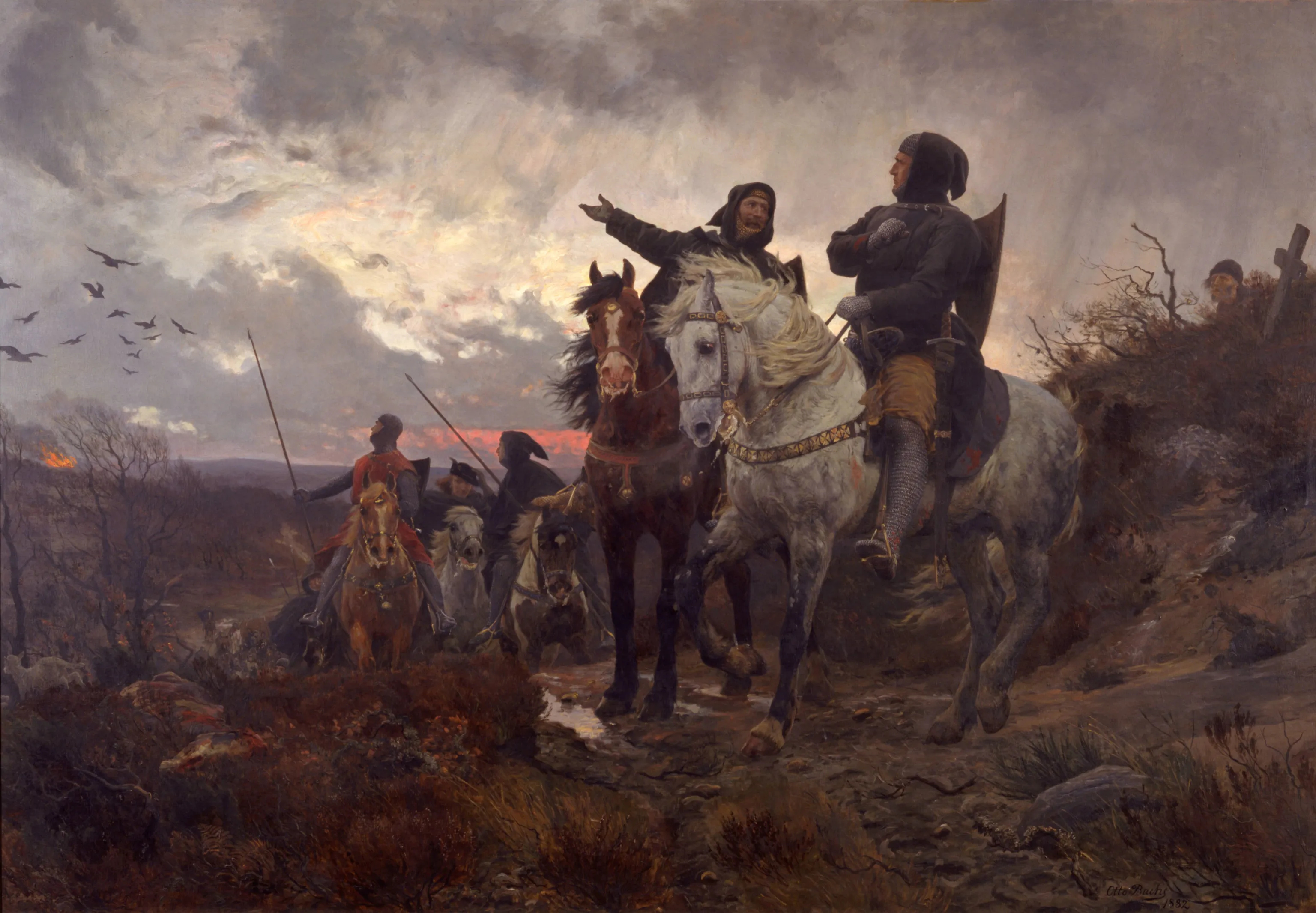
توطئه‌گران پس از قتل اریک کلیپینگ از فیندروپ می‌گریزند.
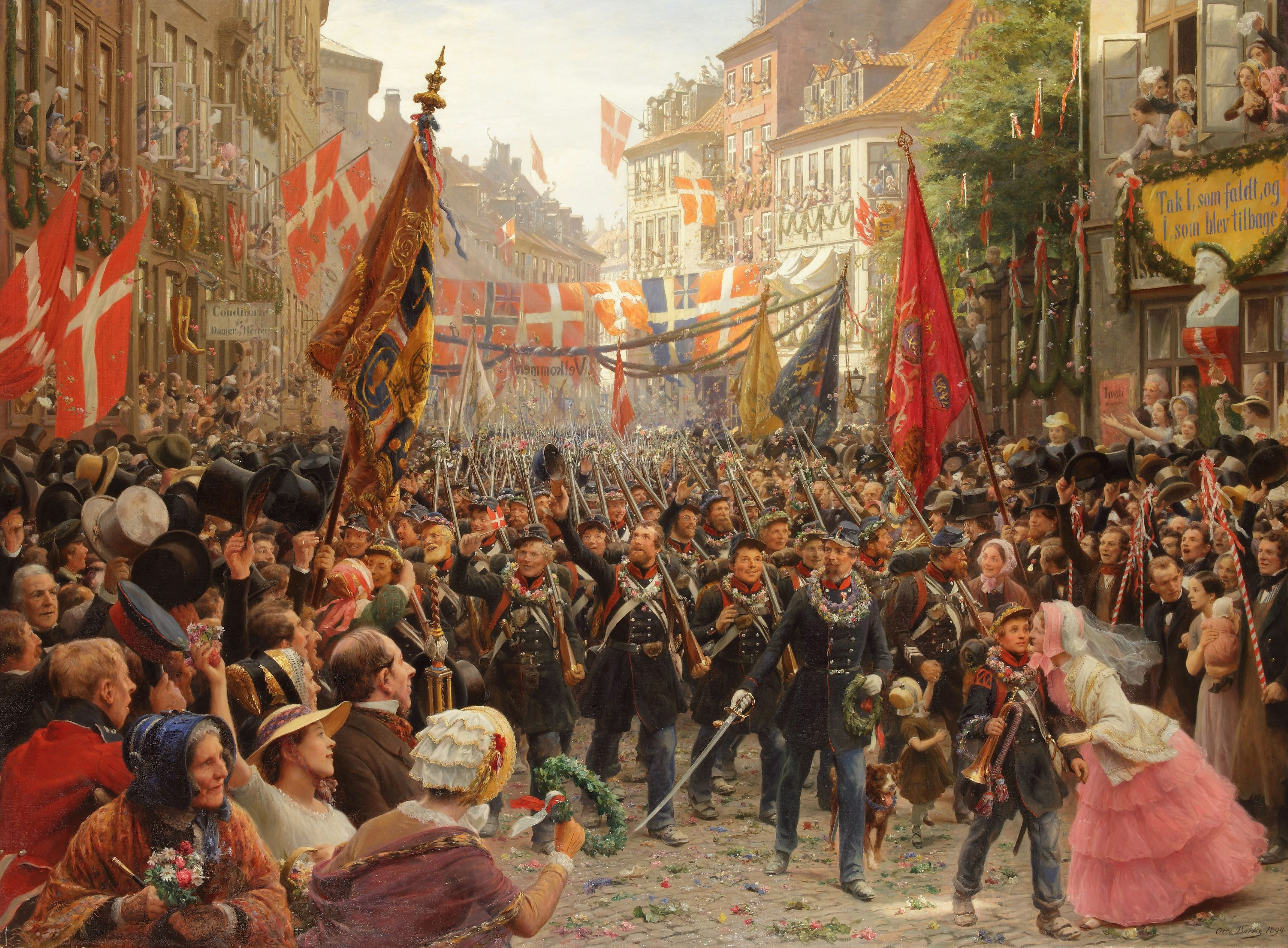
سربازان دانمارکی در سال ۱۸۴۸ به کپنهاگ بازمی‌گردند.
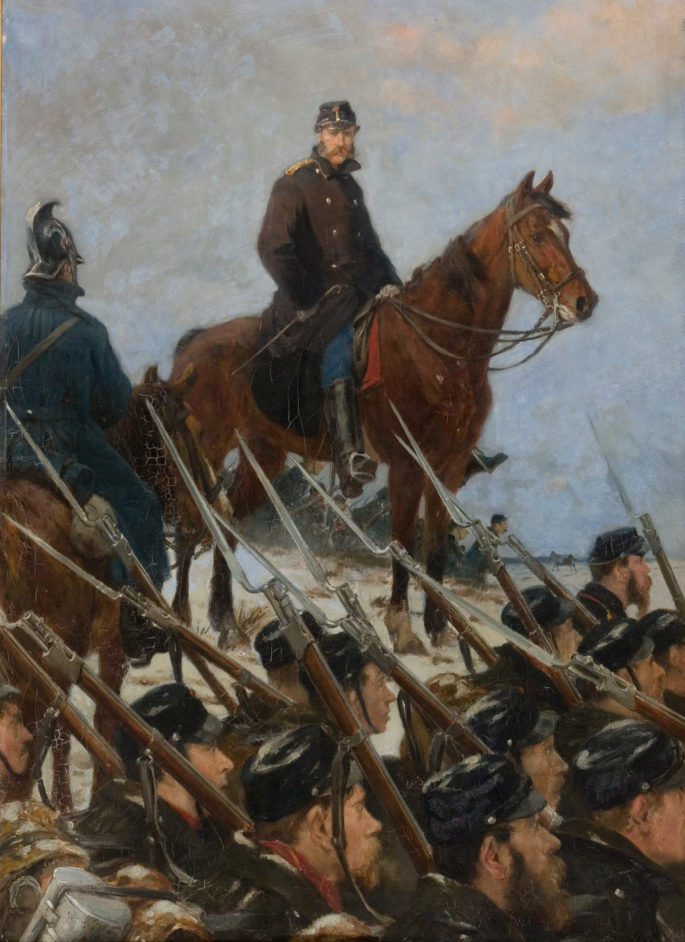
سرهنگ مولر در دریاچه زانکل‌مارک
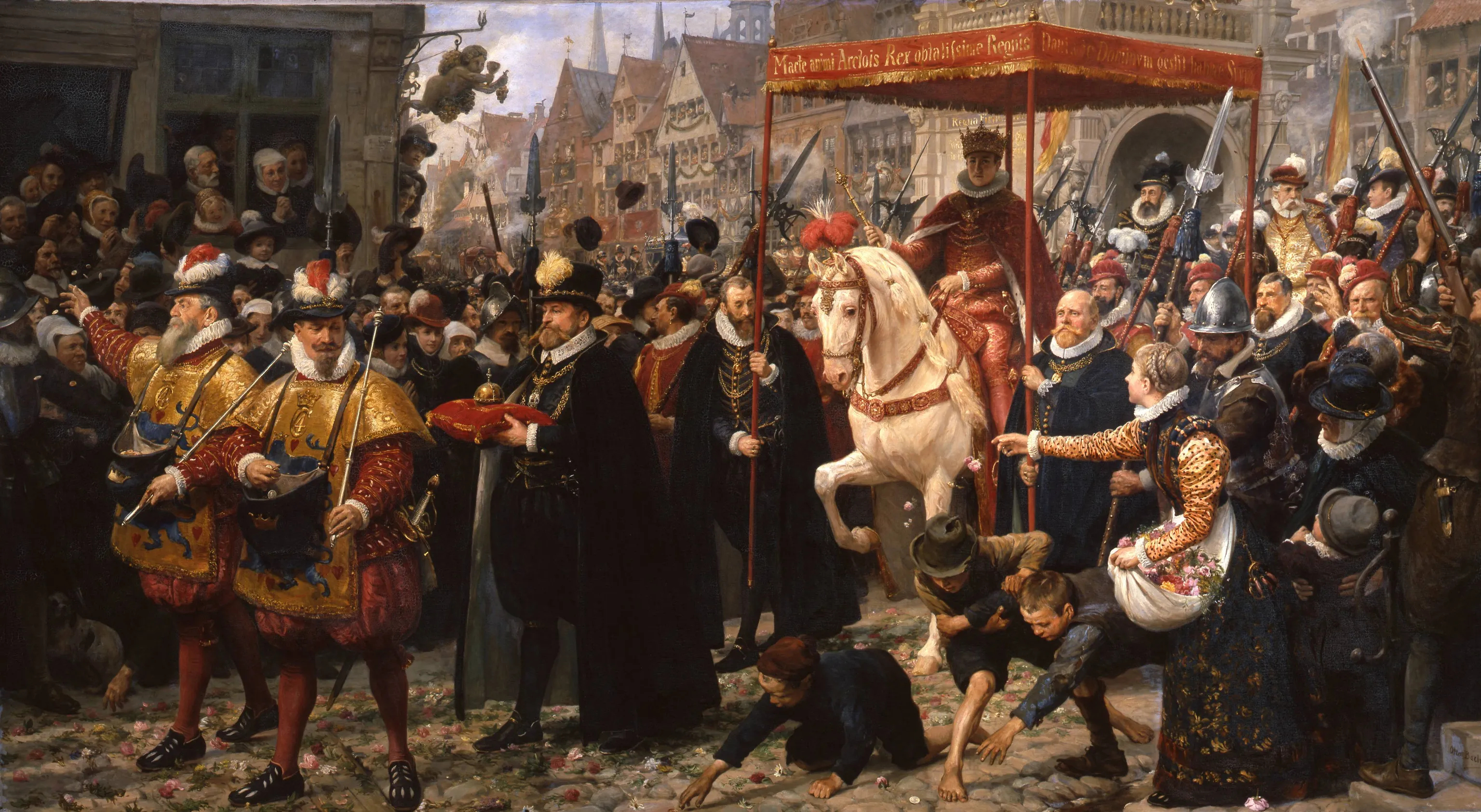
کریستیان چهارم، مراسم تاج‌گذاری در سال ۱۵۹۶ – اثر سال ۱۸۸۷ (موزه ملی تاریخ فردریکس‌بورگ)
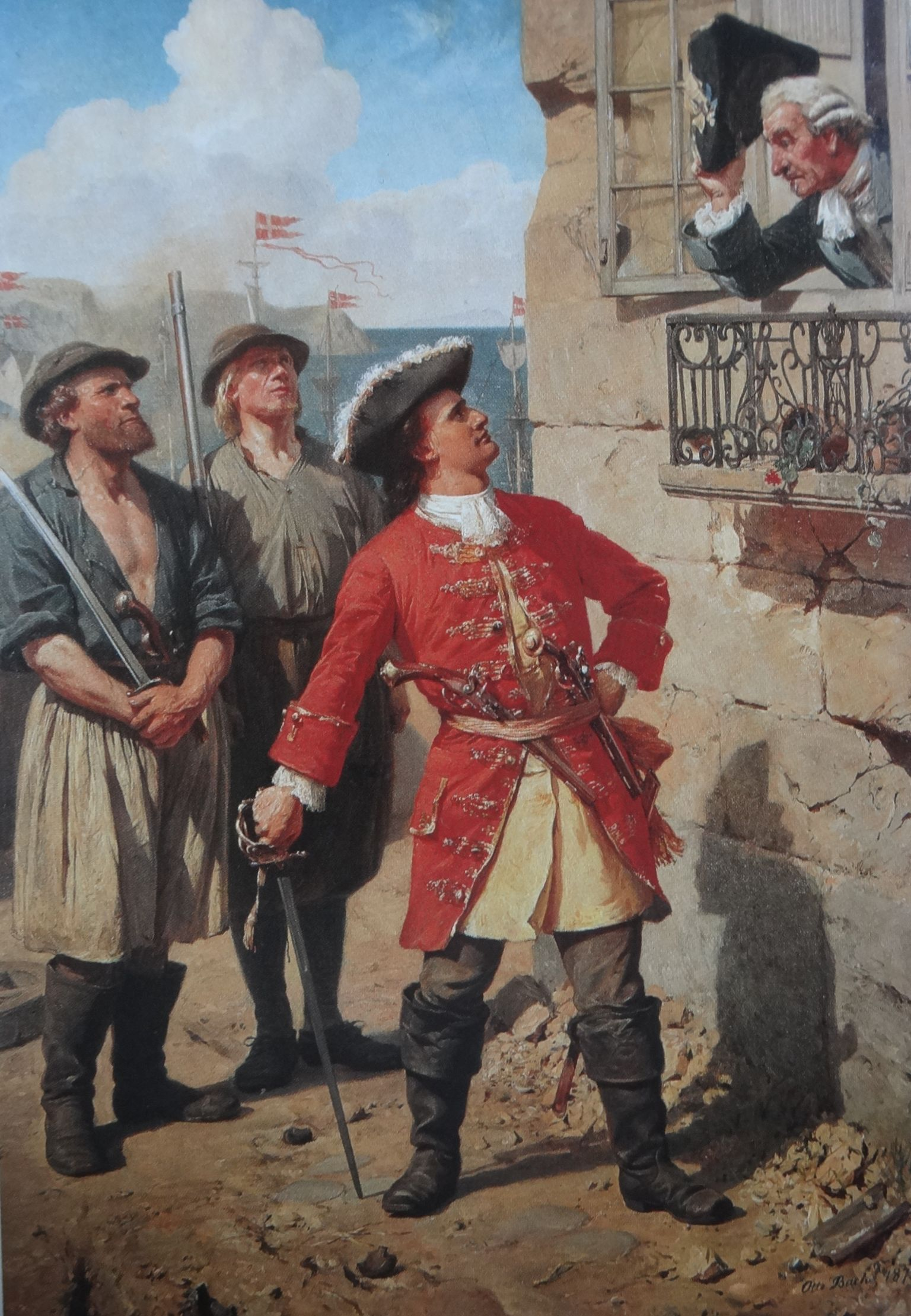
توردن‌شولد در مارسترند، ۱۸۷۵ (موزه‌های شهر اودنسه)